# Правова система України
Правова система України — це цілісна, структурно впорядкована за допомогою джерел права та інших юридичних засобів стійка взаємодія суб'єктів національного права, що забезпечує досягнення належного правопорядку як необхідної умови функціонування та розвитку українського суспільства.

## Зародження правової системи України
Українська правова система почала своє формування з давніх часів. Протягом усього часу вона вдосконалювалася і розвивалася, приймалися різні важливі для розвитку правової системи України нормативно-правові акти.

### 11-12 століття
Розвиток рівня права в Київській державі призвів до створення Правди Ярослава Мудрого («Руська правда»)вона містила норми кримінального, спадкового, торгового та процесуального законодавства і була головним джерелом правових, соціальних та економічних відносин Давньої Русі. Руська Правда — найдавніший пам'ятник слов'янського права. У всіх своїх редакціях і списках це документ великого історичного значення. Протягом кількох століть Руська Правда служила основним керівництвом при судових розглядах. У тому чи іншому вигляді вона увійшла до складу або послужила одним з джерел пізніших судних грамот: Псковської судної грамоти, Двінської уставної грамоти, Судебника Казимира 1468, Судебників 1497 і 1550 рр. Навіть деяких статей Соборного Уложення 1649 р.

### 17-18 століття
Створення Гетьманських статей XVII—XVIII ст — документи державно-правового характеру, котрі визначали суспільно-політичний устрій Української держави — Гетьманщини XVII—XVIII ст. та порядок її васальних взаємовідносин з Російською державою.
Також була видана Конституція Пилипа Орлика — створювала демократичні засади державності в Україні — незалежний судовий трибунал, приватна власність, розподіл влади, багатогалузевий характер права та інше. До речі, за оцінкою українських істориків є однією з перших європейських конституцій нового часу. Ці документи дали матеріал до позиціювання України як демократичної, самобутньої країни.

### 20-21 століття
Сучасна правова система України почала своє формування саме з прийняття Декларації про державний суверенітет та Акта проголошення незалежності України. Деякі дослідники пропонують поділити процес формування правової системи України на два етапи: попередній — до прийняття Конституції (1990—1996) і сучасний — після 28 червня 1996 р. Попередній етап характеризувався визначенням основних засад формування правової системи України, ліквідацією деформацій радянського періоду, прийняттям значної кількості законодавчих актів, пов'язаних, насамперед, з реформуванням економіки та демократизацією життя суспільства. Сучасний етап почався з прийняттям Конституції України, в якій знайшли відображення зміни соціального характеру, структури та змісту правової системи України, положення, які засновані на юридичних поняттях романо-германського типу правової системи.

## Ідентифікація правової системи України з романо-германським(континентальним) типом правової системи
Сучасна правова система України була заснована на юридичних поняттях та принципах характерних романо-германському типу правової системи, що приводить до схожості основних принципів підходу регулювання держави, створюючи ідентичність з континентальною сім'єю.
Отже можна зробити висновок, що вона найбільш наближена до романо-германської правової сім'ї, або рухається у цьому напрямку. Такої думки дотримується переважна більшість українських вчених.
Щоправда, з ними не згоден проф. Ю. М. Оборотов, який вважає, що правова система України належить до особливої так званої євразійської правової сім'ї.

## Ознаки правової системи України, характерні дляромано-германської правової сім'ї
Найбільш суттєві ознаки правової системи України, характерні для романо-германської правової сім'ї:
- визнання нормативно-правового акта основним джерелом права;
- усі нормативно-правові акти підпорядковуються за їх юридичною силою таким чином складаючи певну ієрархічну систему.
- згідно зі статтею 8 конституції України — «Конституція України має найвищу юридичну силу. Закони та інші нормативно-правові акти приймаються на основі Конституції України і повинні відповідати їй.»;
- Україна є країною кодифікованого права, тобто норми, які складають одну галузь права, зведені в крупні, внутрішньо систематизовані нормативні акти. В Україні прийняті Кримінальний, земельний, сімейний та інші кодекси;
- наявні спеціалізовані органи конституційного правосуддя, в Україні органом конституційного правосуддя є Конституційний Суд України;
- існує поділ права на приватне і публічне. До приватного права відносять сукупність галузей права предметом регулювання яких є відносини у сфері приватних, індивідуальних інтересів юридично рівних суб'єктів за допомогою диспозитивного методу регулювання. До публічного права відносять сукупність галузей права, предметом регулювання яких є відносини у сфері реалізації публічних (державних) інтересів з допомогою імперативного методу регулювання.;
- відведення ролі генетичного джерела формування принципів права правовій доктрині;
- має подібні правові принципи та поняття у національних правових системах цього типу;
- наявність чіткої та ефективної юридичної техніки.